# 中野市

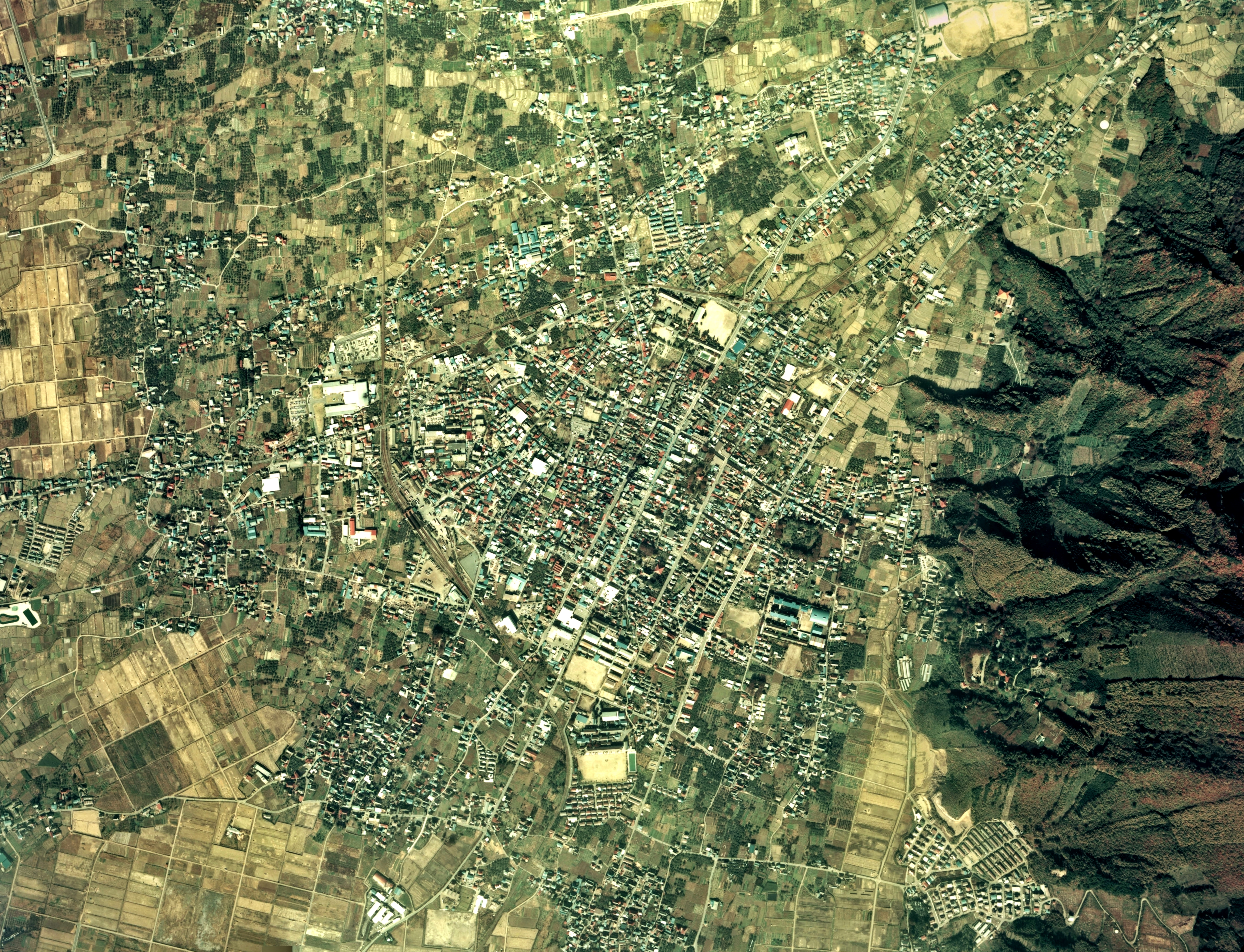
中野市中心部周辺の空中写真。1976年撮影の2枚を合成作成。。

中野市（なかのし）は、長野県の北部に位置する市。1954年（昭和29年）市制施行。
長野盆地の北東部に位置する北信地域の中心都市。

## 地理
市の中心部は高社山として知られる高井富士と、蛇行する千曲川の中間に位置している。高度の高い山ノ内町から市内中心部にかけては扇状地と呼ばれるなだらかな下り坂になっており、この傾斜を利用して果樹園などが造られている。扇状地の下端には「延徳田んぼ」として知られる水田地帯が広がっている。この地帯はかつて千曲川の度重なる氾濫によって水がたまり、「エンドウ湖」とよばれる湖を形成していたと伝えられている。16世紀ごろから中野堰と呼ばれる用水路が次第に整備され、エンドウ湖のあった一帯が水田に整備されていった。山ノ内町から扇状地に沿って、千曲川の支流である夜間瀬川が流れている。
市内中心部では以前、街路の中央に生活用水の流れる川があった。これは中山晋平作曲の中野小唄にも「町の真ん中に川がある」と唄われている。一部の街路（桜木町通りなど）が区画整理以前から通常よりも広くなっているのはこのためである。
市の北側にある深沢地域には、「十三崖」と呼ばれる太平洋戦争中に建設された地下壕が残っている。これは松代大本営計画の一環として作られたものであり、弾薬庫として使われる予定であった。現在、この地下壕跡は野生のチョウゲンボウが集団繁殖する場所として知られている。

### 隣接している自治体
- 飯山市
- 長野市
- 上高井郡 : 小布施町、高山村
- 下高井郡 : 山ノ内町、木島平村
- 上水内郡 : 飯綱町

## 経済
他の多くの地方都市同様、市街地中心部のシャッター通り化は深刻で、長野オリンピック開催に伴い拡幅された市北部を横断する国道292号沿線にロードサイド店舗が集中し、商圏が同道沿線にシフトしつつある。かつて街の中心部を流れていた川の復活案など、市街地活性化事業に注目が集まる。

### 産業
農業が主産業で、えのき茸、ほんしめじ、ぶどう、りんご、アスパラガスなどは全国有数の生産量を誇る。夜間瀬川の扇状地として水はけの良い土地であり、果樹栽培に適している。南部は、長野盆地の北端にあたり、田園風景が広がり、「延徳田んぼ」と呼ばれる。

### 市内に本社機能を置く主な企業
- コシナ（光学機器メーカー）

## 歴史
市内柳沢遺跡から従来の定説を覆す青銅器の発見で市域の古代の様子が注目されている。
治承・寿永の乱（源平合戦）の時代から戦国時代までは高梨氏の支配地だった。川中島の戦いで上杉氏に臣従し、上杉氏の会津移封に伴い中野の地を去った。そのため、多くの資料が当地には残っていない。その後、江戸時代は徳川幕府直轄地（天領）であった。
- 1868年（慶応4年）8月[注釈 1] - 中野陣屋が廃止、跡地を伊那県中野分局とする。
- 1870年（明治3年）9月17日 (旧暦) - 中野県成立。分局は県庁に昇格。高井郡、水内郡、埴科郡、更級郡、小県郡、佐久郡の旧幕地を管轄。中野村が中野町となる。
- 1870年（明治3年）12月 - 中野騒動（一揆）で庁舎焼失。官側2名犠牲、6百余軒焼失。主張は年貢削減、特権豪商告発、新税廃止。数千名参加、逮捕者6百余名、死罪28名。現在の長野県庁が長野村に移るきっかけとなった。
- 1871年（明治4年）6月22日 (旧暦) - 中野県が県庁を移転して長野県となる。
- 1926年（大正15年） - 警廃事件発生。県下の警察署の統廃合に対して町長が抗議して辞職したほか[2]、7月18日、抗議活動のために長野市を訪問した町民らが県知事公舎・警察部長官舎等への襲撃に参加した[3]。
- 2007年（平成19年）7月16日 - 柏崎沖を震源とする新潟県中越沖地震が発生し、中野市豊津で震度5強を記録した。

### 沿革
- 1954年（昭和29年）7月1日 - 下高井郡中野町・日野村・延徳村・平野村・長丘村・平岡村・高丘村・科野村・倭村が合併して発足。
- 2005年（平成17年）4月1日 - 下水内郡豊田村と合併し、改めて中野市が発足。

## 人口
- DID人口比は28.1%（2015年国勢調査）。

| |                                        |  |
| 中野市と全国の年齢別人口分布（2005年） | 中野市の年齢・男女別人口分布（2005年） |  |
| ■紫色 ― 中野市 ■緑色 ― 日本全国 | ■青色 ― 男性 ■赤色 ― 女性              |  |
| 中野市（に相当する地域）の人口の推移 \| 1970年（昭和45年） \| 43,111人 \| \| \| 1975年（昭和50年） \| 43,867人 \| \| \| 1980年（昭和55年） \| 44,985人 \| \| \| 1985年（昭和60年） \| 46,105人 \| \| \| 1990年（平成2年） \| 46,468人 \| \| \| 1995年（平成7年） \| 47,529人 \| \| \| 2000年（平成12年） \| 47,845人 \| \| \| 2005年（平成17年） \| 46,788人 \| \| \| 2010年（平成22年） \| 45,638人 \| \| \| 2015年（平成27年） \| 43,909人 \| \| \| 2020年（令和2年） \| 42,338人 \| \| |                                        |  |
| 総務省統計局 国勢調査より |                                        |  |
| 1970年（昭和45年） | 43,111人                               |  |
| 1975年（昭和50年） | 43,867人                               |  |
| 1980年（昭和55年） | 44,985人                               |  |
| 1985年（昭和60年） | 46,105人                               |  |
| 1990年（平成2年） | 46,468人                               |  |
| 1995年（平成7年） | 47,529人                               |  |
| 2000年（平成12年） | 47,845人                               |  |
| 2005年（平成17年） | 46,788人                               |  |
| 2010年（平成22年） | 45,638人                               |  |
| 2015年（平成27年） | 43,909人                               |  |
| 2020年（令和2年） | 42,338人                               |  |

## 行政
- 市長：湯本隆英（2020年11月23日就任、2期目）

### 歴代市長
新・中野市
| 代   | 氏名       | 就任日         | 退任日         | 備考                     |
| ---- | ---------- | -------------- | -------------- | ------------------------ |
| 初代 | 青木一     | 2005年4月24日  | 2008年10月9日  | 旧中野市長、在任中に逝去 |
| 2代  | 小田切治世 | 2008年11月23日 | 2012年11月22日 |                          |
| 3代  | 池田茂     | 2012年11月23日 | 2020年11月22日 |                          |
| 4代  | 湯本隆英   | 2020年11月23日 | 現職           |                          |

旧・中野市
| 代   | 氏名     | 就任日        | 退任日        |
| ---- | -------- | ------------- | ------------- |
| 初代 | 吉谷仁士 | 1954年8月10日 | 1958年8月9日  |
| 2代  | 青木太郎 | 1958年8月10日 | 1962年8月9日  |
| 3代  | 丸山久雄 | 1962年8月10日 | 1970年8月9日  |
| 4代  | 青木太郎 | 1970年8月10日 | 1977年6月28日 |
| 5代  | 山田勝久 | 1977年8月7日  | 1984年1月9日  |
| 6代  | 土屋武則 | 1984年2月26日 | 1996年2月25日 |
| 7代  | 綿貫隆夫 | 1996年2月26日 | 2004年2月25日 |
| 8代  | 青木一   | 2004年2月26日 | 2005年3月31日 |

### 警察
本部
- 長野県警察中野警察署

交番
- 信州中野駅前交番（中野市西）
- 高社交番（中野市七瀬）

駐在所
- 豊田警察官駐在所（中野市豊津）

### 消防
- 岳南広域消防組合

## 議会

### 長野県議会
- 選挙区：中野市・下高井郡選挙区
- 定数：2人
- 任期：2023年4月30日 - 2027年4月29日

### 衆議院
- 選挙区：長野1区 （長野市（旧大岡村・豊野町・戸隠村・鬼無里村・信州新町・中条村域を除く）、須坂市、中野市、飯山市、上高井郡、下高井郡、下水内郡）
- 任期：2024年10月27日 - 2028年10月26日
- 当日有権者数：416,726人
- 投票率：55.74％

| 当落 | 候補者名 | 年齢 | 所属党派     | 新旧別 | 得票数    | 重複 |
| ---- | -------- | ---- | ------------ | ------ | --------- | ---- |
| 当   | 篠原孝   | 76   | 立憲民主党   | 前     | 105,231票 | ○    |
|      | 若林健太 | 60   | 自由民主党   | 新     | 88,792票  |      |
|      | 若狭清史 | 44   | 日本維新の会 | 新     | 33,470票  | ○    |

## 姉妹都市
- 茨城県北茨城市 - 1980年5月29日姉妹都市提携。野口雨情と中山晋平の音楽の縁。
- 大分県竹田市 - 1967年1月18日姉妹都市提携。瀧廉太郎と中山晋平の音楽の縁。
- 宮城県仙台市 - 1967年1月18日姉妹都市提携。土井晩翠と中山晋平の音楽の縁。

## 教育

### 高等学校
中野立志館高等学校は、高校再編により中野高等学校と中野実業高等学校を合併して2007年4月に創立。2009年4月以降、中野市内の高校は2校となった。
- 長野県中野立志館高等学校
- 長野県中野西高等学校

### 中学校
- 中野市立南宮中学校（なんぐう）
- 中野市立中野平中学校（なかのだいら）
- 中野市立高社中学校（こうしゃ）
- 中野市立豊田中学校（とよた）

### 小学校
- 中野市立中野小学校（なかの）
- 中野市立日野小学校（ひの）
- 中野市立延徳小学校（えんとく）
- 中野市立平野小学校（ひらの）
- 中野市立高丘小学校（たかおか）
- 中野市立高社小学校（こうしゃ）- 2020年に長丘小学校、平岡小学校、科野小学校、倭小学校を併合する形で開校。
- 中野市立豊田小学校（とよた） - 2021年に豊井小学校と永田小学校を併合する形で開校。

### 公民館
- 中野市中央公民館
- 北部公民館
- 西部公民館

### 図書館
- 中野市立図書館
- 中野市立図書館北部分館
- 中野市立図書館西部分館
- 中野市立図書館豊田分館

## 交通

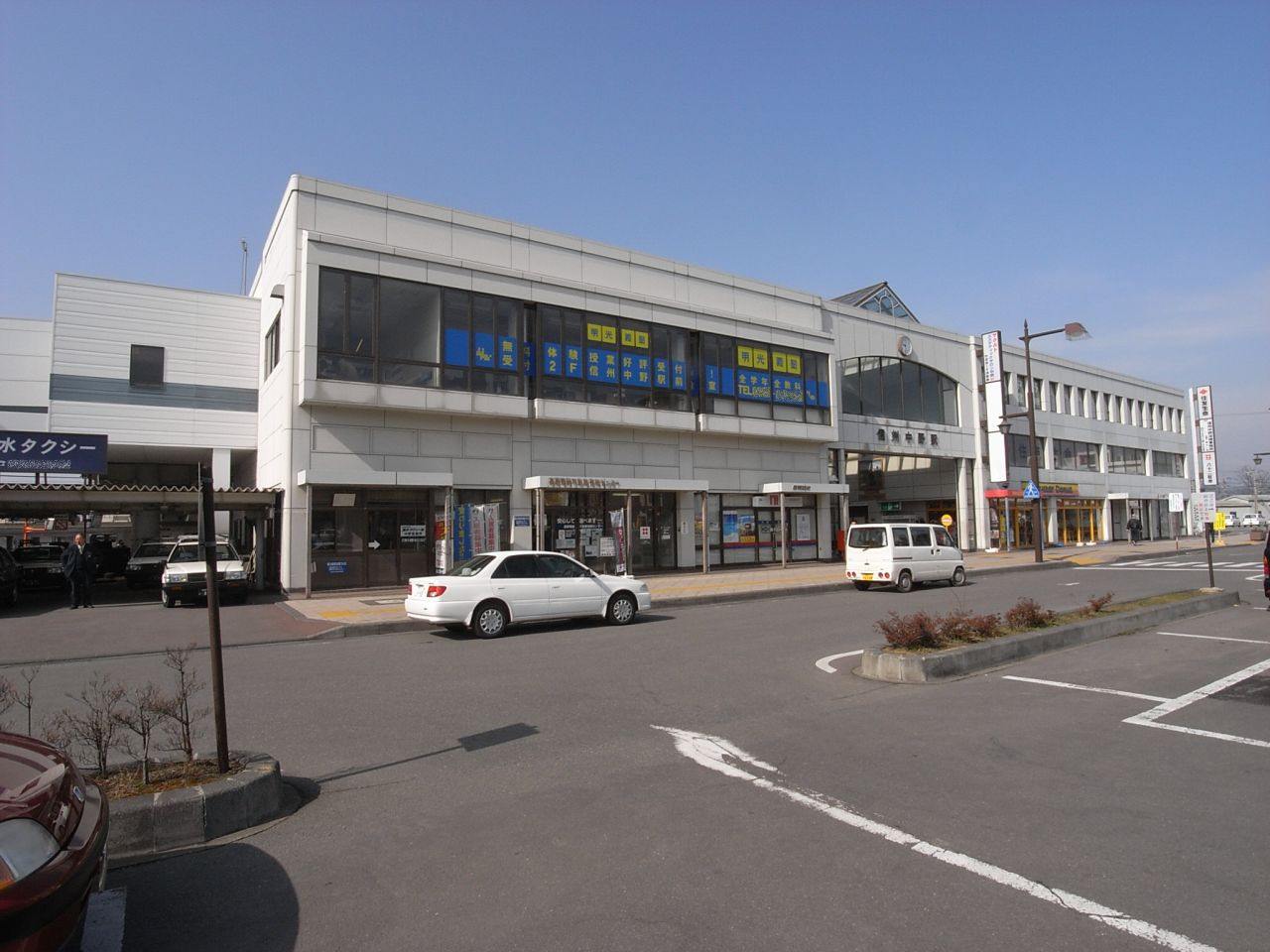
信州中野駅

### 鉄道路線
東日本旅客鉄道（JR東日本）
■ 飯山線
- -  上今井駅 - 替佐駅 -

長野電鉄（長電）
■長野線
- - 桜沢駅 - 延徳駅 - 信州中野駅 - 中野松川駅 - 信濃竹原駅 -

- 中心となる駅：信州中野駅

### バス
- 長電バス : 市内に湯田中営業所中野支所がある。長電木島線の廃止代替バス（信州中野駅 - 木島）をはじめ、飯山市や山ノ内町方面へ路線が伸びる。

### 道路
高速道路
東日本高速道路（NEXCO東日本）
E18 上信越自動車道
- - 信州中野IC - 豊田飯山IC -

国道
- 国道117号
- 国道292号
- 国道403号

主要地方道
- 長野県道29号中野豊野線（志賀中野有料道路、志賀フルーツライン）
- 長野県道54号須坂中野線
- 長野県道96号飯山妙高高原線

一般県道
- 長野県道416号替佐停車場線
- 長野県道500号豊田中野線

その他
- 須高広域農道（北信濃くだもの街道）

道の駅
- ふるさと豊田

## 郵便
- 一般信書便事業者
  - 日本郵便
    - 日本郵便の郵便局

| 集配郵便局   | 信州中野郵便局、豊井郵便局                                                           |
| 無集配郵便局 | 延徳郵便局、科野郵便局、高丘郵便局、中野松川郵便局、中野吉田郵便局、永田郵便局       |
| 簡易郵便局   | 上今井簡易郵便局、四ケ郷簡易郵便局、田麦簡易郵便局、中野北簡易郵便局、柳沢簡易郵便局 |

## 名所・旧跡・観光スポット・祭事・催事

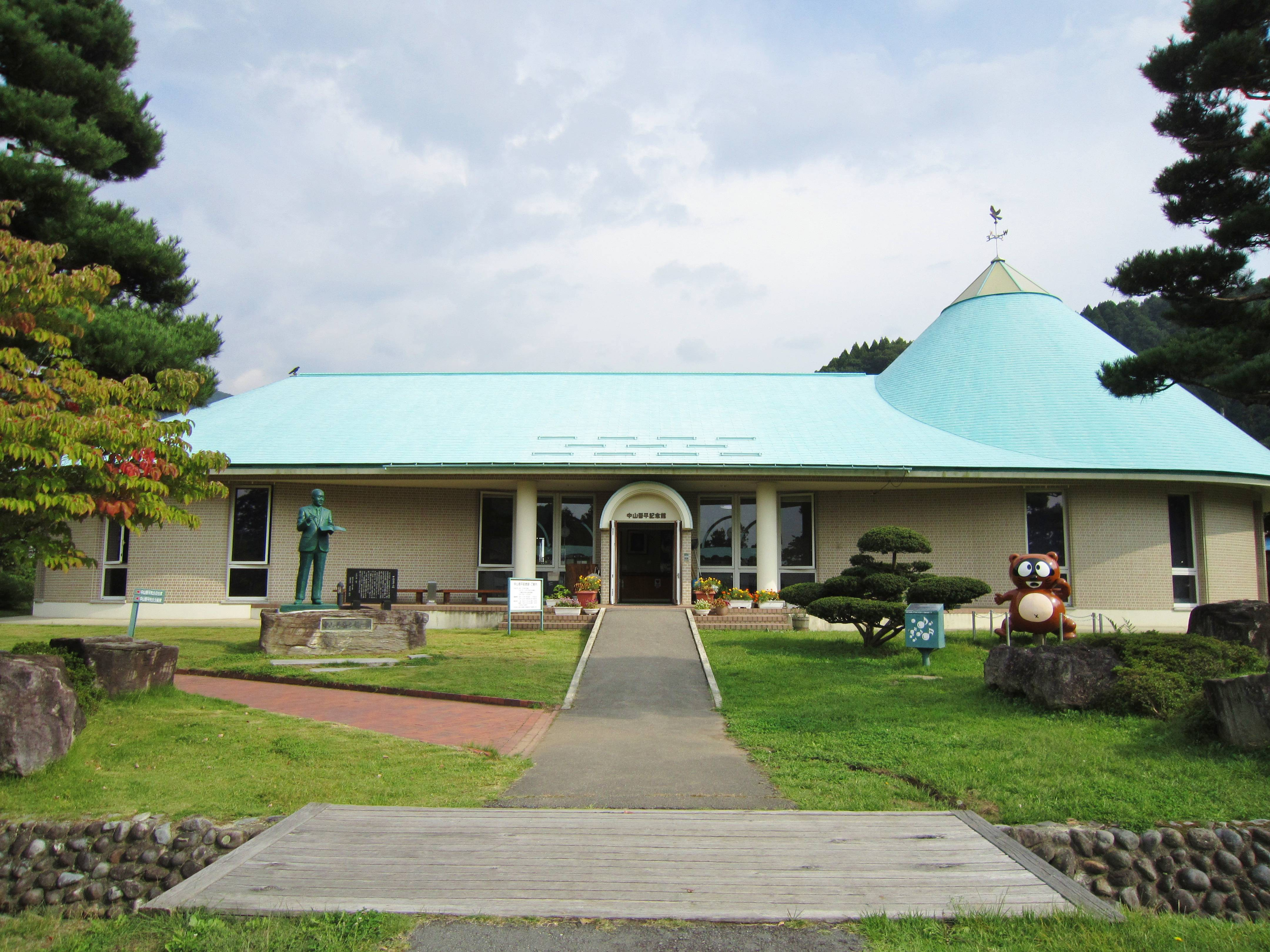
中山晋平記念館

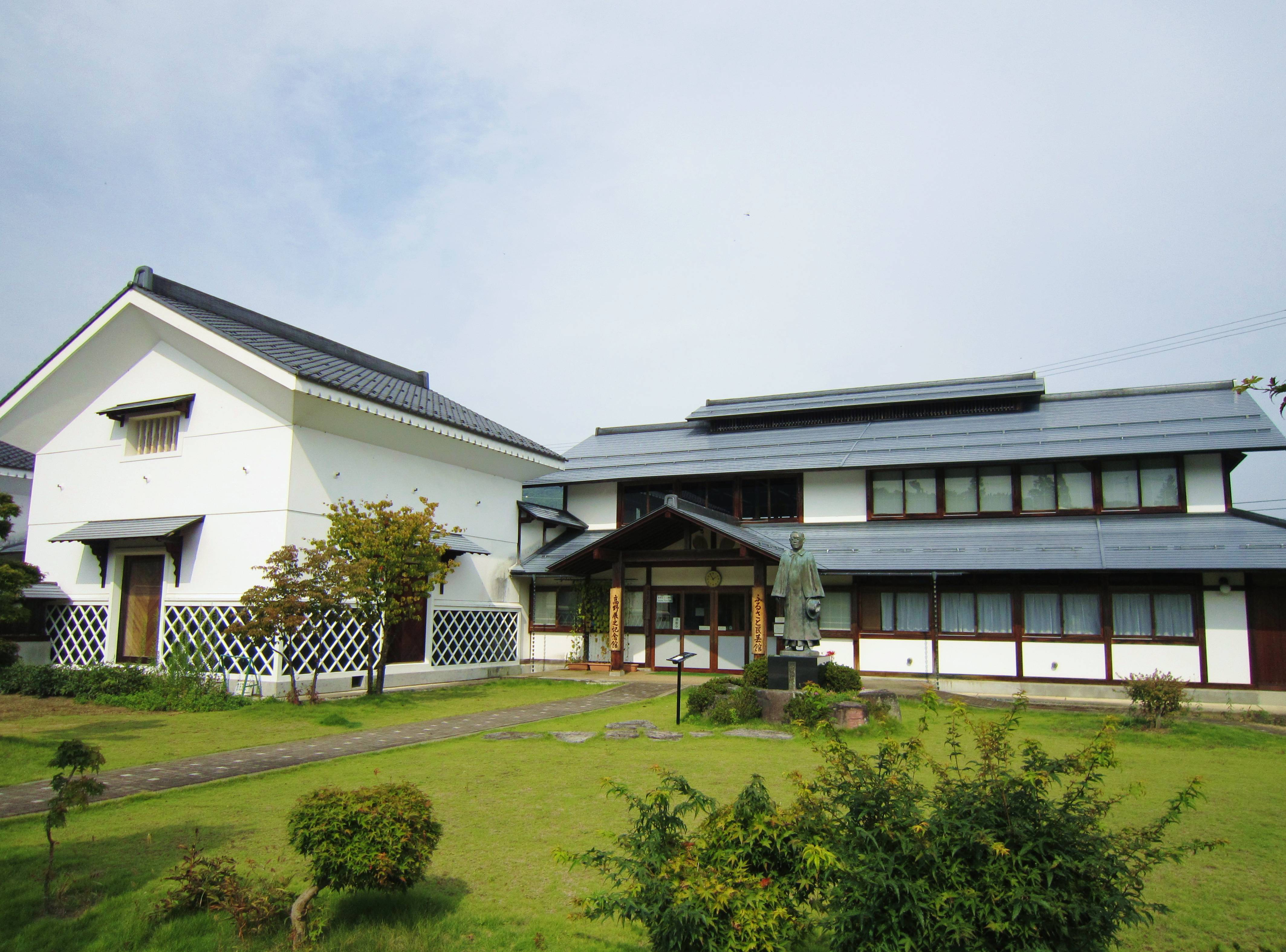
高野辰之記念館

毎年3月下旬に開かれる祭り「中野ひな市」が有名で、この祭りに合わせて開催される土人形の展示即売には全国から愛好家が集まる。そのほか「祇園祭」「中野ションションまつり」「えびす購」など。毎年5月下旬に市内の一本木公園で開かれる「中野ばらまつり」も有名。
- 中野市立博物館
- 中山晋平記念館
- 高野辰之記念館
- 中野陣屋・県庁記念館
- 日本土人形資料館
- 創作土人形工房まちなか交流の家
- 袋屋美術館
- 晋平の里間山温泉公園「ぽんぽこの湯」
- 体験交流施設 まだらおの湯
- 中野市豊田温泉公園もみじ荘
- 長嶺温泉
- 一本木公園（バラ公園）
- 信州中野銅石版画ミュージアム
- 北信濃ふるさとの森文化公園
- 十三崖のチョウゲンボウ繁殖地
- 信州中野いきいき館
- オランチェ
- 信州フルーツランド 信州中野インター店
- 信州中野小野りんご園
- 北信州牧の入スノーパーク
- 斑尾高原
  - 斑尾高原豊田スキー場（休止）
- 千田遺跡
- 高梨氏館跡：国の史跡。
- 柳沢遺跡
- 夜間瀬川
- 八ヶ郷用水
- 信州中野観光センター
- 信州なかの産業・観光公社
- カチューシャふるさとマラソン大会

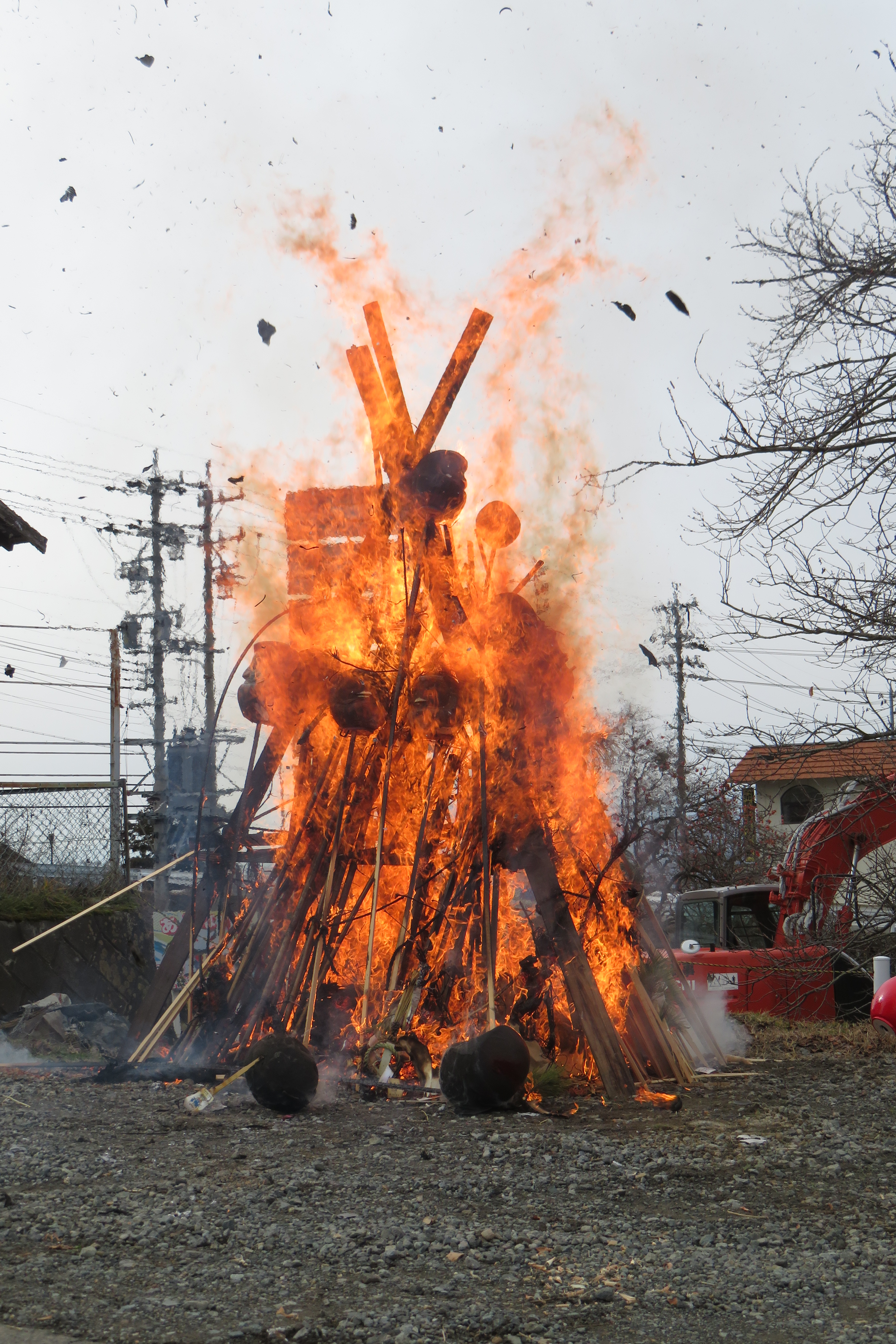
どんど焼き（1月、市内各地、画像は一本木・栗和田・竹原地区合同のもの）

### 寺社
- 谷厳寺
- 常楽寺
- 法運寺
- 南照寺
- 如法寺
- 専福寺
- 霊閑寺
- 泰清寺
- 鈴泉寺
- 天正寺
- 真宝寺
- 大徳寺
- 愛宕山
- 大日神社
- 武水穂神社
- 竹原神社

### 文化財
- 登録有形文化財
  - 長野県の登録有形文化財一覧#中野市を参照。

## スポーツチーム
- F.C.中野エスペランサ（サッカークラブ）

## 著名な出身者
政界
- 青木賢一郎 - 元長野県会議員
- 青木太郎 - 元中野市長
- 青木一 - 元中野市長
- 池田茂 - 元中野市長
- 小田切治世 - 元中野市長
- 篠原孝 - 衆議院議員
- 武田良介 - 参議院議員
- 土屋武則 - 元中野市長
- 古田與一郎 - 元中野町長
- 丸山久雄 - 元中野市長
- 山田勝久 - 元中野市長
- 山田荘左衛門 - 衆議院議員
- 湯本隆英 - 中野市長
- 吉谷仁士 - 元中野市長
- 綿貫隆夫 - 元中野市長

官界
- 荒井寿光 - 官僚、元通商産業審議官

経済
- 山岸一雄 - ラーメン店「東池袋・大勝軒」（閉店）の創業者

学者
- 山崎一穎 - 国文学者
- 湯本武比古 - 教育学者
- 滝沢　正 - 元上智大学学長　上智大学名誉教授
- 滝沢　寿 - 信州大学名誉教授
- 金井由允 - 群馬大学名誉教授

スポーツ
- 酒井宏樹 - サッカー選手
- 西堀健実 - 女子ビーチバレー選手（中野市栄誉章 第1号表彰）
- 西堀育実 - 女子バレーボール選手（中野市栄誉章 第1号表彰）
- 藤澤勇 - 陸上競技選手（市民栄誉賞）
- 栁澤哲 - 陸上競技選手、指導者
- 牧秀悟 - プロ野球選手（市民栄誉賞）

芸能
- 滝沢沙織 - 女優
- 西丸優子 - 女優
- 春風こうた - 漫才師

文化
- 永田鉄男 - 映画監督
- 高野辰之 - 作詞家
- 中山晋平 - 作曲家
- 久石譲 - 作曲家
- 小林美香 - フルート奏者
- 武田忠善 - クラリネット奏者、国立音楽大学学長
- 江草天仁 - 漫画家・イラストレーター
- 菊池契月 - 日本画家
- 小澤僖久二 - バイオリン製造
- 宮島礼吏 - 漫画家

マスコミ
- 常盤秀次 - アナウンサー

その他
- 柴本愛沙 - 気象予報士
- 高山洋吉 - 翻訳家
- 武田うめ - 映画編集技師
- 頓所好勝 - 飛行家

## 団体
- 高井地方史研究会